# Марена дніпровська (срібна монета)
«Маре́на дніпро́вська» — срібна пам'ятна монета номіналом 10 гривень, випущена Національним банком України. Присвячена прісноводній зграйній донній рибі родини коропових — марені дніпровській, зникаючому виду, ендеміку басейнів Дніпра і Південного Бугу, занесеній до Червоної книги України та Європейського червоного списку.
Монету введено в обіг 5 червня 2018 року. Вона належить до серії «Флора і фауна».

## Опис монети та характеристики
| Номінал грн. | Метал            | Маса, грам   | Діаметр, мм. | Якість виготовлення | Гурт                           | Тираж, штук |
| ------------ | ---------------- | ------------ | ------------ | ------------------- | ------------------------------ | ----------- |
| 10           | срібло 925 проби | 31,1 / 33,62 | 38,61        | пруф                | гладкий із заглибленим написом | 2 500       |

### Аверс

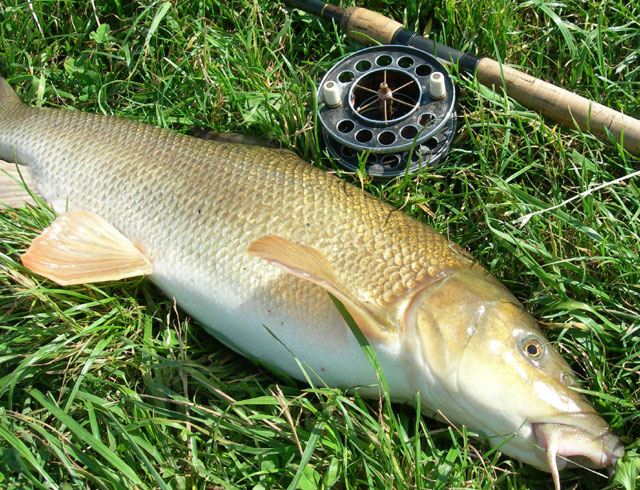
Марена дніпровська

На аверсі монети в обрамленні вінка, утвореного із зображень окремих видів флори і фауни, розміщено малий Державний Герб України та написи: «УКРАЇНА/10/ГРИВЕНЬ/2018».

### Реверс
На реверсі монети зображено на дзеркальному тлі — марену дніпровську над стилізованим річковим дном та розміщено написи півколом: «МАРЕНА ДНІПРОВСЬКА» (угорі), «BARBUS BORYSTHENICUS» (унизу).

## Автори

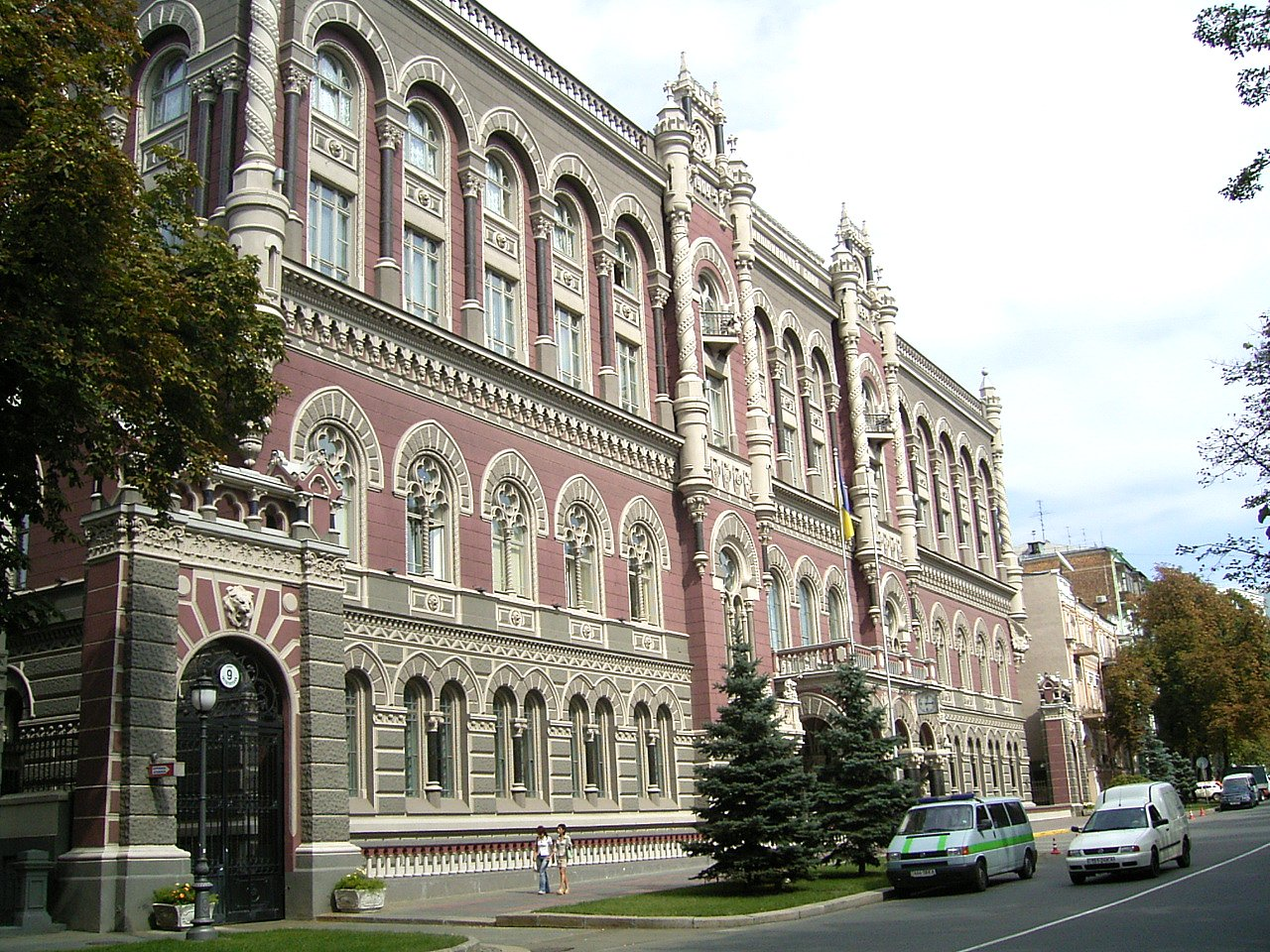
Будівля Національного банку України

- Художник — Дем'яненко Володимир.
- Скульптор — Дем'яненко Володимир.

## Вартість монети
Під час введення монети в обіг 2018 року, Національний банк України реалізовував монету через свої філії за ціною 1005 гривень.
Фактична приблизна вартість монети з роками змінювалася так:
| Рік        | 2019  | 2020  | 2021  | 2022  | 2023  | 2024  | 2025  |
| ---------- | ----- | ----- | ----- | ----- | ----- | ----- | ----- |
| Ціна, грн. | 1 700 | 1 600 | 1 800 | 2 000 | 3 000 | 6 000 | 5 500 |